# Les Faux-monnayeurs
Pour les articles homonymes, voir Faux-monnayeurs.
Les Faux-monnayeurs est un roman écrit par André Gide, publié en 1925 dans la Nouvelle Revue française (NRF). Alors que Gide a déjà écrit de nombreuses œuvres à cette époque, telles Les Caves du Vatican, il affirmera dans la dédicace à Roger Martin du Gard que c'est son « premier roman » (qualifiant ses publications antérieures de « récits » ou de « soties »).
Construit avec minutie, ce roman multiplie les personnages, points de vue narratifs et intrigues secondaires diverses autour d'une histoire centrale. Par la liberté de l'écriture et la multiplicité des angles de vue, Gide se détache de la tradition littéraire du roman linéaire. À travers le personnage d'Édouard il montre les limites de la prétention du roman à reproduire le monde réel et ouvre ainsi la voie à la recherche plus large d'une écriture créatrice.
Ce roman aujourd'hui est considéré comme l'un des plus significatifs du XXe siècle, précurseur de mouvements littéraires comme le Nouveau Roman. En 1950, ce roman fut inclus dans la liste du Grand prix des Meilleurs romans du demi-siècle. Une adaptation télévisuelle de 120 minutes en a été effectuée en 2010 par Benoît Jacquot (scénario et réalisations).
L'homosexualité est au centre de l'action, que ce soit la rivalité entre les deux écrivains Robert et Édouard, l'enlèvement d'Olivier ou l'attirance des jeunes gens pour leurs aînés, qui permet de montrer une application pratique de la théorie exposée en 1924 dans Corydon, et à nouveau l'année suivante dans Si le grain ne meurt.
Gide reproche au roman flaubertien, au roman naturaliste le fait que tout semble perdu d’avance, que le dénouement soit contenu dans le début, comme dans le premier chapitre de L’Éducation sentimentale. À cette durée déceptive, il oppose dans Les Faux-Monnayeurs un roman d’apprentissage qui n’évolue pas comme on l’attend : Bernard, le bâtard conquérant, retourne chez son père, après avoir quitté la maison familiale dans les premières pages du livre. Gide multiplie les cassures dans les rythmes du récit et les modes de la narration (narration à la 3ème personne, journal d'Edouard...). Il mêle réalisme social et fantastique, comme dans la scène du combat avec l’ange dans la chapelle de la Sorbonne (partie 3, chapitre 13). Il semble ainsi revisiter, comme le voulait Rivière, la notion d’aventure, ouvrant son roman sur un foisonnement de romans possibles. « Je suis bien curieux de connaître Caloub » (dernière phrase du livre).

## Résumé
Ce roman est difficile à résumer car les intrigues et personnages sont multiples et s'enchevêtrent les uns les autres. Toutefois, il est possible de dégager une histoire centrale autour de trois personnages, et plusieurs intrigues secondaires qui partent ou reviennent de l'histoire centrale.

### Histoire centrale
L'histoire centrale est celle de trois personnages, Bernard et Olivier, deux amis lycéens ainsi qu'Édouard, oncle d'Olivier et écrivain désireux de créer un roman unique et innovant.
Bernard, qui est sur le point de passer son baccalauréat, tombe par hasard sur des lettres d'amour adressées à sa mère et découvre qu'il est le fruit d'un amour adultérin de sa mère. Il en conçoit un profond mépris pour l'homme qui l'a élevé sans être son géniteur et qu'il pense alors n'avoir jamais aimé. Pourtant, ce père adoptif, Albéric Profitendieu, a malgré lui une préférence pour celui-ci parmi ses autres enfants. Après avoir écrit la lettre d'adieu la plus cruelle et la plus injuste qu’on puisse imaginer, Bernard fuit la maison et se réfugie chez un de ses amis et camarade de classe, Olivier. Ce dernier est un jeune homme timide qui cherche à combler son manque d'affection auprès de ses amis proches ou de son oncle Édouard, pour qui il a un penchant partagé, mais que ni l'un ni l'autre ne parviennent à exprimer. Édouard ayant déposé sa valise à la consigne de la Gare Saint-Lazare a inconsciemment laissé tomber à terre le ticket, Bernard le ramasse et en profite pour s’emparer de la valise. Il fait main basse sur son portefeuille et prend connaissance de son journal intime, ce qui lui permet de savoir où le retrouver, dans un petit hôtel où séjourne sa grande amie Laura. Cette jeune femme se trouve enceinte de Vincent, frère d’Olivier, qui l'a abandonnée et la laisse dans la plus grande détresse. Nullement rancunier, Édouard s’amuse de l’aventure de la valise disparue et retrouvée, et invite Bernard à un séjour en Suisse avec Laura, lui proposant également d’être son secrétaire. De ce séjour en montagne, Bernard éprouve un bonheur ineffable, il est épris également de l’écrivain et de la femme délaissée.
Le récit enthousiaste qu’il fait à son ami Olivier rend celui-ci terriblement jaloux et par dépit, celui-ci se laisse séduire par le comte de Passavant, écrivain à la mode, riche, dandy et amateur de garçons mais également cynique et manipulateur. Il convoitait le jeune homme depuis un moment et profite de ses états d'âme pour se l'accaparer. L'influence du comte sur le garçon est pernicieuse : Olivier devient plus vaniteux et superficiel, ce qui lui vaut des moqueries et critiques de ses véritables amis. Très émotif, il est malheureux de se sentir rejeté par ceux qui comptent pour lui, sans savoir comment faire machine arrière. Au cours de la soirée d'un club littéraire, les Argonautes, il se saoule et se ridiculise devant tout le monde puis sombre dans une torpeur éthylique. Il est rattrapé et soigné par l'oncle Édouard. Au matin, il tente de se suicider, non pas par désespoir dira-t-il, mais pour des raisons qu'il garde secrètes. Il finira par rester chez son oncle, grâce à la bienveillance de sa mère Pauline qui devine bien les relations affectueuses liant son demi-frère à son fils et qui ne veut pas les détruire. Bernard, quant à lui, au cours d'une discussion avec Laura et Édouard à Saas-Fee en Suisse, comprend que le lien du sang est une fausse valeur, et qu'il doit accepter Profitendieu comme celui qui l'a élevé, et donc comme père. Il comprend également qu'il a involontairement pris la place de son ami dans le cœur d’Édouard et décide de suivre son propre chemin.

### Intrigues secondaires
Autour de cette histoire centrale gravitent plusieurs intrigues secondaires : 
- celle du frère aîné d'Olivier, Vincent, qui connaît avec une cousine éloignée (Laura, l'amie d'Édouard) une aventure adultère au fruit amer puisqu'il la rend enceinte. Lâchement, il l'abandonne, "n'éprouvant pas un bien grand amour", pour se perdre auprès de Lady Griffith, amie du comte de Passavant mais plus cynique encore. À la fin du roman, une lettre écrite par le frère d'Armand et évoquant un homme qui pourrait être Vincent, laisse entendre que Vincent, s'abandonnant à la folie, a assassiné sa maitresse au cours d'un voyage en Afrique.
- celle du petit frère d'Olivier, Georges, jeune garçon calculateur qui n'a pas froid aux yeux et vire à la délinquance, manipulé par un sous-fifre du comte de Passavant.
- celle d'un ami d'Olivier, Armand Vedel, désabusé et dépressif, souffrant de son manque de beauté et de richesse et cachant cette souffrance sous une ironie mordante. Fils de pasteur, il ne supporte pas l'atmosphère étriquée dans laquelle il a grandi et qui semble l'avoir rendu inapte au bonheur et à la sincérité. Il voue pourtant une grande affection à sa vertueuse sœur Rachel, sans que cela l'empêche de chercher régulièrement à la scandaliser. Poète à ses heures, il finit par se voir offrir un poste de directeur de revue littéraire par le cynique comte de Passavant (ce qui ne l'empêche pas de mépriser son "bienfaiteur").
- les adultes du roman ont aussi leurs histoires : le père de Bernard, juge d'instruction qui suit une affaire de fausse monnaie, où Georges se trouve mêlé ; le père d'Olivier, tiraillé entre sa femme, sa famille et sa maîtresse ; La Pérouse, vieil organiste rempli d'amertume qui rêve de retrouver son petit-fils perdu mais se trouve terriblement déçu lorsqu'il le rencontre ; Laura, la maîtresse de Vincent, qui finit par accepter le pardon de son mari et revenir vivre avec lui ; Victor Strouvilhou, encore plus cynique que Passavant et instigateur de l'affaire de fausse monnaie.
- enfin, Boris, le petit-fils de l'organiste, jeune enfant fragile rencontré dans un sanatorium en montagne par Édouard et Bernard est ramené à Paris afin de l'éloigner de la maladie de Bronja, fille de sa doctoresse, qu'il vénère, mais aussi de ses penchants à la masturbation avec ses petits amis, attitude jugée honteuse et maladive à cette époque. Perdu, désespéré, abandonné de tous, y compris d'Édouard, qui s'était pourtant juré de s'en occuper, de Bernard, qui le protégeait tant qu'il était surveillant dans sa pension mais qui doit quitter son poste après une nuit d'égarement dans les bras de Sarah, la sœur dévergondée d'Armand et de Laura, et finalement de Bronja, qui meurt de la tuberculose, maltraité par Georges et ses camarades, il sera la victime expiatoire, en se suicidant, d'un drame épouvantable qui clôt le roman sur une note extrêmement sombre. Cette tragédie permet tout de même le rachat de deux personnages : Georges, qui se repent du mal qu'il a causé, et Armand, qui finit par se rapprocher de sa famille (celle-ci gérait la pension où le jeune garçon avait été placé et la réputation de l'établissement s'en trouve fortement affectée).

Par ailleurs, le roman est construit sur une mise en abyme puisque l'oncle Édouard, écrivain, est présenté en train d'écrire un roman intitulé Les Faux-Monnayeurs, dans lequel il cherche à s'éloigner de la réalité, et qui a pour personnage principal un romancier.

## Analyse du roman

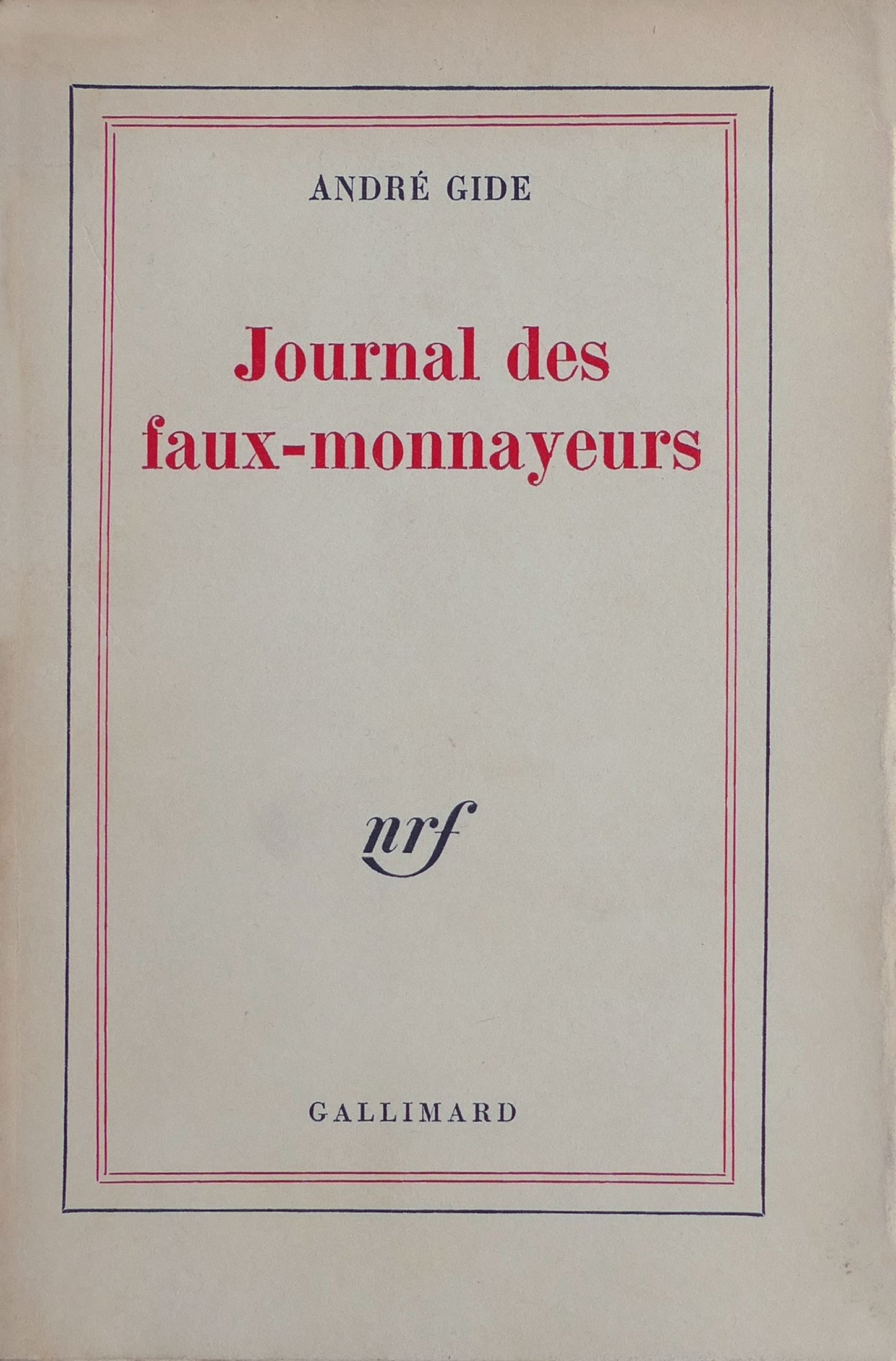
Journal des faux-monnayeurs, 1972 (première édition en 1927).

La construction du roman est très complexe et loin de la narration linéaire classique. Les différentes histoires s'enchevêtrent, les points de vue sont multiples et variables, le narrateur lui-même change régulièrement. Les genres narratifs sont, par ailleurs, multiples : journal intime, lettre... Il arrive même que l'auteur s'adresse directement au lecteur. La narration est ainsi fondée sur une ambiguïté constante.
À travers cette œuvre, l'auteur montre les limites du roman traditionnel et son échec dans sa prétention à décrire la complexité du monde réel. Il souhaite libérer ainsi la littérature de son carcan narratif pour faire du roman une œuvre d'art créatrice à part entière, plutôt que le simple réceptacle d'une histoire racontée.
En 1927, André Gide publie chez Gallimard Le Journal des faux-monnayeurs (114 pages) qui expose au jour le jour son travail durant la rédaction du roman, il note en dédicace pour ce livre « J'offre ces cahiers d'exercices et d'études à mon ami Jacques de Lacretelle et à ceux que les questions de métier intéressent. ». On y trouve aussi en annexe la relation de deux faits-divers, sources d'inspiration de Gide : l'affaire du trafic de fausses pièces d'or du jardin du Luxembourg (1906) et le suicide du lycéen Nény en 1909 au lycée Blaise-Pascal de Clermond-Ferrand.

### Les personnages
- Bernard Profitendieu est l'un des trois personnages principaux de l'histoire. Adolescent difficile et impulsif, il prétend au début du roman ne pas aimer son père et ne supporte pas l'éducation qu'il lui a donnée. Lorsqu'il découvre les lettres de sa mère et apprend que ce n'est pas son vrai père, il se sert de cela comme motif pour quitter la maison. Il rompt toute attache avec sa famille et s'enfuit pour vivre sa vie. Il est le meilleur ami d'Olivier et devient le secrétaire d'Édouard pour un temps. Garçon fier et généreux, il cherche à aider ceux qui ont des problèmes même s'il n'est pas toujours très adroit.

- Olivier Molinier est le personnage central de l'histoire, même s'il n'en est pas le principal, tout le roman ou presque gravite autour de lui, ainsi que les personnages qui lui sont liés soit par le sang, soit par une histoire le concernant. Garçon timide et sensible, en manque d'affection, il recherche cette dernière chez ses amis. Admiratif et amoureux de son oncle Édouard, il désespère de pouvoir le lui exprimer, et s'en veut de sa maladresse quand il est en sa présence. Lorsqu'il voit Bernard et Édouard ensemble sans lui, il se sent trahi et jaloux - de dépit, il se laissera séduire par le cynique comte de Passavant.

- L'oncle Édouard est le troisième personnage principal de l'histoire. Il entretient un journal personnel dans lequel il relate les différents événements de sa vie et dans lequel il note l'avancée de son projet littéraire les Faux-monnayeurs. C'est en cela qu'il permet à Gide de montrer la difficulté pour un roman d'échapper au réel, et même son impossibilité. Édouard n'arrivera pas à rédiger son roman comme il le voulait. C'est aussi ce personnage qui entraînera Bernard à l'aventure, amènera Boris, le petit-fils de Monsieur de La Pérouse, à son grand-père.

### Les familles
Il y a un nombre important de familles et les relations croisées sont nombreuses. Certaines éditions (en lien souvent avec les manuels scolaires) donnent une vue sur les compositions des familles.
Famille Profitendieu
- Albéric, le père, magistrat, 55 ans
- Marguerite son épouse
- Charles, le fils aîné, avocat
- Bernard, fils naturel de Marguerite, l'un des personnages importants de l'ouvrage
- Cécile, la fille
- Caloub, le dernier enfant

Famille Molinier
- Oscar, le père
- Pauline, la mère. Elle est la demi-sœur d’Édouard le romancier.
- Vincent le fils aîné, qui a une relation avec Laura Vedel.
- Olivier, fils, l'un des personnages importants de l'ouvrage
- Georges, le petit dernier, impliqué dans l'affaire des faux monnayeurs

Famille Passavent
- Robert, écrivain, au projet d'ouvrage Les faux-monnayeurs
- Gontran, jeune frère
- Leur père, décédé
- Séraphine, la vieille bonne

La pension Vedel - Azaïs
- Azaïs, le grand-père,
- Prosper Vedel, pasteur
- Mme Vedel
- Laura, mariée à Douviers, qui porte l'enfant de Vincent Molinier
- Armand, relation d'Olivier Molinier.
- Rachel, la fille, qui œuvre grandement au fonctionnement de la pension
- Sarah, la fille
- Alexandre, le petit dernier

Famille La Pérouse
- Anatole de La Pérouse
- Son épouse, qui partira vivre en maison de retraite
- Boris, le petit-fils, dont l'évolution clôt l'ouvrage.

Famille psychologie
- Sophroniska, la mère, psychologue praticienne
- Bronja, sa fille

Boris vit un temps avec elles.
Les Cyniques
- Le comte Robert de Passavant,
- Édouard, romancier, demi-frère de Pauline Molinier, l'un des personnages importants de l'ouvrage.
- Lady Lilian Griffith.

## Adaptation télévisuelle
- En 2009, une adaptation en téléfilm co-produite par France 2 est réalisée par Benoît Jacquot et diffusée sur la chaîne en 2011. Un Dvd est produit en 2018 et distribué par Optimale Distribution.